# Jacques Blanc
Pour les articles homonymes, voir Blanc.
Jacques Blanc, né le 21 octobre 1939 à Rodez (Aveyron), est un homme politique français.

## Biographie
Après des études à Toulouse et une formation de neuropsychiatre, Jacques Blanc est médecin généraliste entre 1966 et 1973 à La Canourgue. Il est élu conseiller général de la Lozère en 1970, maire de La Canourgue en 1971, puis député en 1973.
Il est appelé dans le gouvernement Raymond Barre II en 1977 en tant que secrétaire d'État auprès du ministre de l'Agriculture Pierre Méhaignerie. À la suite des élections législatives de 1978, il redevient député (au cours de son mandat il sera élu vice-président de l'Assemblée nationale).
Il est président du conseil régional de Languedoc-Roussillon de 1986 à 2004. Cette présidence est marquée par de nombreuses oppositions avec Georges Frêche, alors maire de Montpellier, qu'il a battu une première fois en 1986, puis une seconde fois en 1998 grâce aux voix des élus du Front national, malgré un nombre d'élus inférieur à celui du Parti socialiste (qui ne disposait pas non plus de la majorité absolue au conseil régional). Comme Charles Millon et Charles Baur, il sera exclu de l'UDF pour avoir passé cette alliance avec l'extrême-droite, avant d'y être réintégré par la suite.
Il est élu sénateur UDF de la Lozère le 23 septembre 2001, il intègre le groupe des Républicains et indépendants, puis le groupe UMP dès sa création, en 2002. Au cours de son mandat au Sénat, il devient vice-président de la Commission des Affaires étrangères et président du groupe Montagne, amicale qui rassemble les élus de tous bords politiques pour la défense des intérêts des zones de montagne en France.
En 2009, il est mis en examen pour détournement de fonds publics et prise illégale d’intérêt, pour avoir utilisé aux frais de la région un appartement.
À la surprise générale, Jacques Blanc est battu par le socialiste Alain Bertrand lors du renouvellement sénatorial de 2011.
Il devient chevalier de la Légion d'honneur dans la promotion du 1er janvier 2012 et est décoré par Valéry Giscard d'Estaing le 5 juillet 2013 à La Canourgue.
Il est reconnu coupable d'abus de confiance et condamné à 10 000 euros d'amende avec sursis et à un an d'inéligibilité en février 2024.

## Détail des fonctions et des mandats
Fonctions politiques

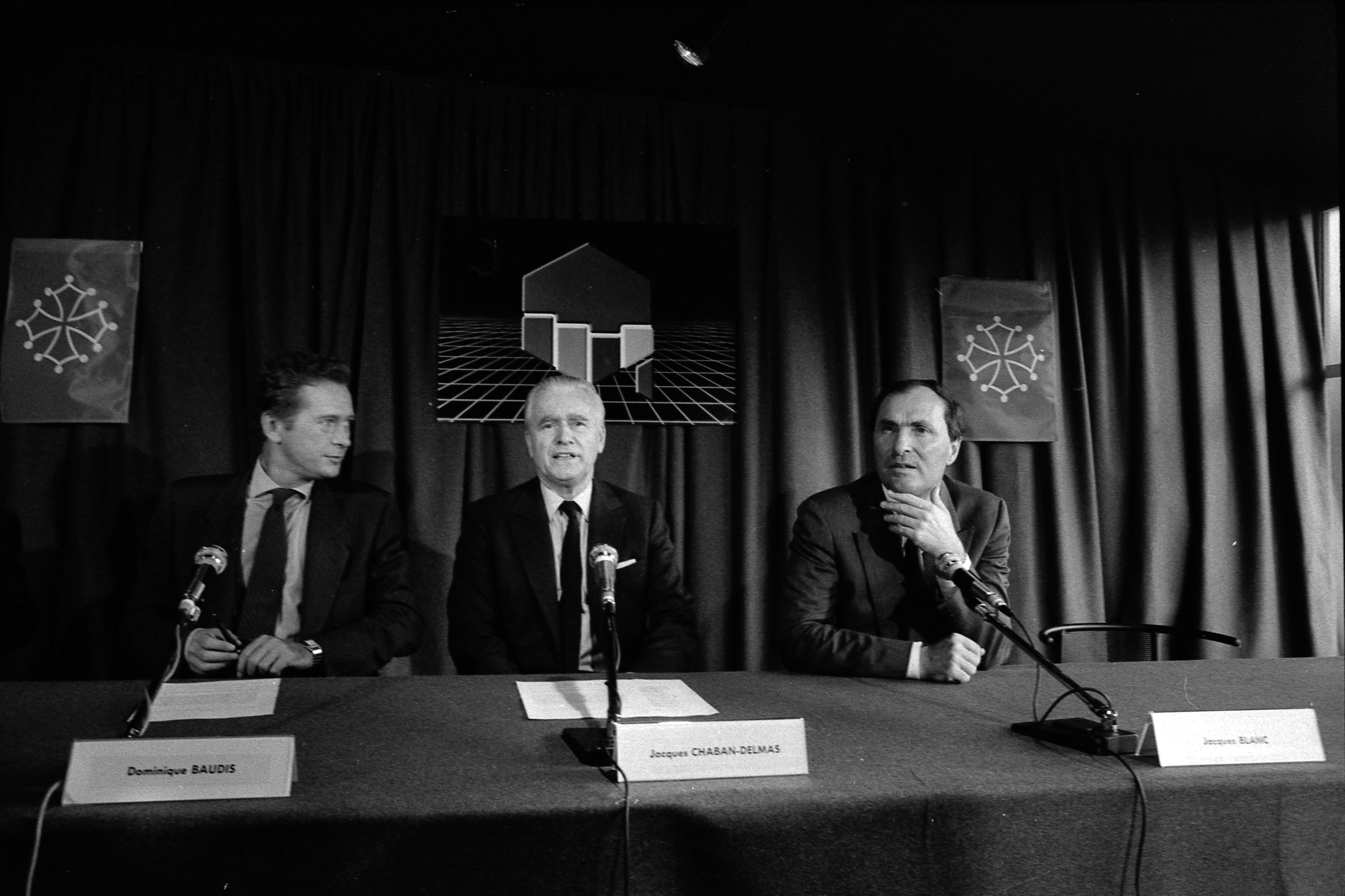
Jacques Blanc aux côtés de Jacques Chaban-Delmas et Dominique Baudis en 1987.

- 1978 - 1982 : Secrétaire général du Parti républicain
- 1978 : Vice-président et membre du bureau exécutif de l'Union pour la démocratie française
- Membre du bureau exécutif de Démocratie libérale

Mandats locaux
- 1971 - 2020 : Maire de La Canourgue
- 2008 - 2016 : Président de la Communauté de communes Aubrac-Lot-Causse
- 2017 - 2020 : Président de la Communauté de communes Aubrac Lot Causse et Pays de Chanac
- 1970 - 1988 : Conseiller général du canton de la Canourgue
- 2004 - 2010 : Conseiller régional de Languedoc-Roussillon (élu dans le Gard)
- 1986 - 2004 : Président du Conseil régional de Languedoc-Roussillon

Mandats parlementaires
- 4 mars 1973 - 1er mai 1977 : Député de la 2e circonscription de la Lozère
- 12 mars 1978 - 1er avril 1986 : Député de la 2e circonscription de la Lozère
- 16 mars 1986 - 14 mai 1988 : Député de la Lozère
- 5 juin 1988 - 30 septembre 2001 : Député de la 2e circonscription de la Lozère
- 23 septembre 2001 - 30 septembre 2011 : Sénateur de la Lozère

Fonction ministérielle
- 29 mars 1977 - 31 mars 1978 : Secrétaire d'État auprès du ministre de l'Agriculture

Autre fonction
- 9 mars 1994 - 1996 : Président du Comité des régions de l'Union européenne